# Artillerie navale

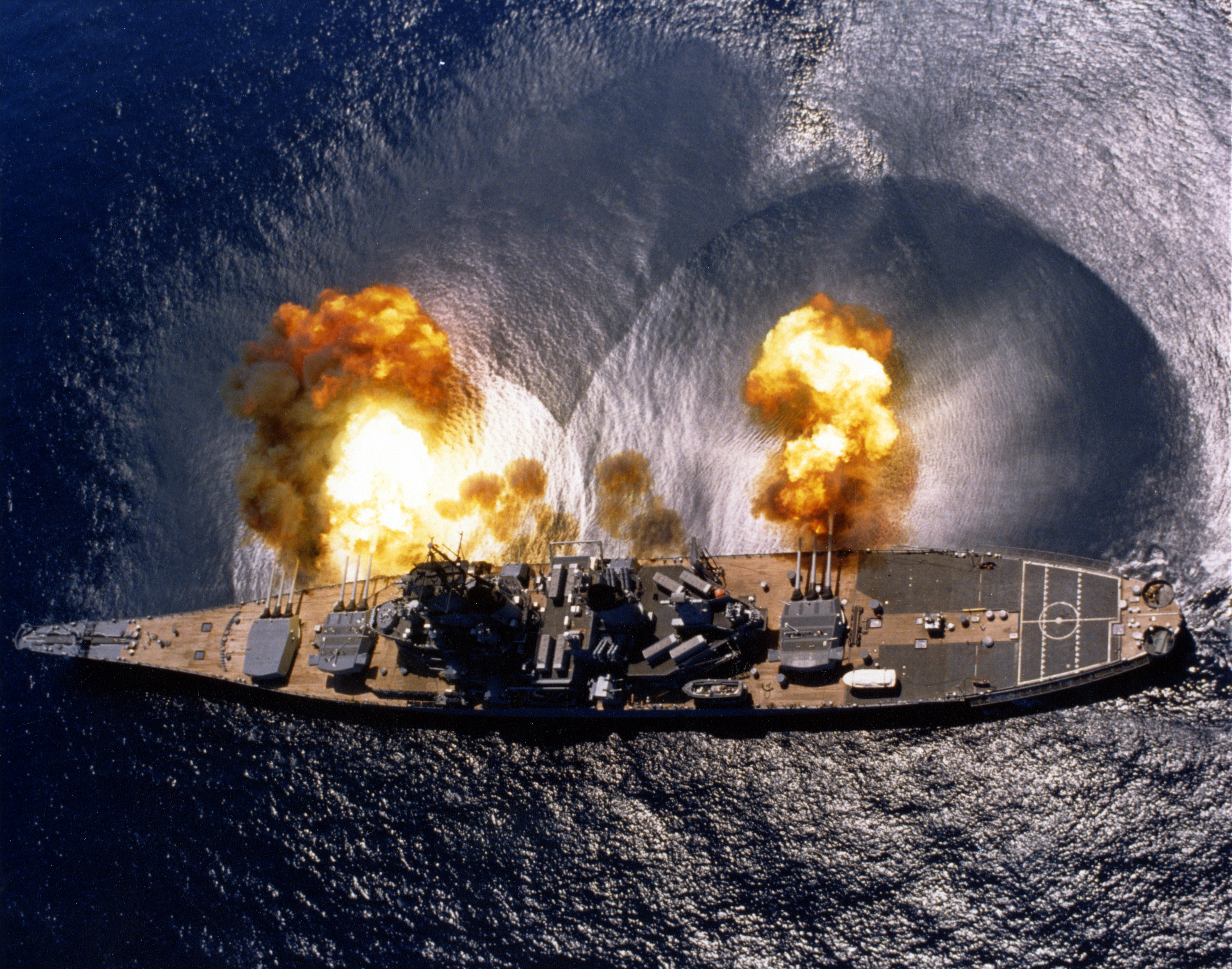
Artillerie navale en action : l' dans un exercice de tir près de Porto Rico.

Ne doit pas être confondu avec Artillerie de marine.
 (avril 2010).
Si vous disposez d'ouvrages ou d'articles de référence ou si vous connaissez des sites web de qualité traitant du thème abordé ici, merci de compléter l'article en donnant les références utiles à sa vérifiabilité et en les liant à la section « Notes et références ».
L'artillerie navale désigne l'artillerie qui est utilisée sur les navires de combat.
L'artillerie désigne les armes collectives ou « lourdes » servant à envoyer, à grande distance, sur l'ennemi ou sur ses positions et ses équipements, divers projectiles de gros calibre : obus, boulet, roquette, missile, pour appuyer ses propres troupes engagées dans une bataille ou un siège.

## Origines
L'idée d'utiliser le canon comme une arme navale apparut très tôt en Europe, sûrement dans la deuxième moitié du XIIIe siècle. On trouve par la suite des références à des canons à main, à vocation anti-personnels, vers 1350. Le combat naval au Moyen Âge, se livre comme un siège sur la terre ferme. Les deux navires s'amarrent l'un à l'autre, puis on combat pour s'emparer du navire ennemi. Les bâtiments de l'époque sont les nefs, ou caraques, pourvues de deux grands châteaux, l'un à la proue, l'autre à la poupe, d'où les archers surplombant les ponts criblent de flèches les assaillants sur les ponts. Comme sur terre, le canon va s'intégrer à ce type de combat, des pièces légères, sortes de grosses arquebuses, vont seconder les archers, permettant de mieux combattre les fantassins cuirassés. Au XVe siècle, ces canons portatifs sont dotés d'un croc qu'on fiche sur la muraille pour tirer, ce qui absorbe une bonne partie du recul redoutable de ces armes. Progressivement, apparaissent aussi des pièces fixes de plus gros calibre, réparties sur les différents ponts et étages des châteaux. Le Christopher anglais possède par exemple vers 1410, trois canons en fer, le Grâce Dieu de 1485 en a vingt et un, et le Mary of the Tower, cinquante-huit.
Les canons de cette époque sont en fer forgé, construits selon une méthode d'assemblage rappelant les tonneaux, des plaques de fer légèrement arrondies sont maintenues ensemble par des anneaux successifs extérieurs. Le chargement s'effectue par la culasse, la chambre étant amovible. Les affûts sont à deux roues, ou sans roues, le canon reposant dans un berceau de bois qui l'enserre. Les qualités balistiques sont très faibles, du fait du manque d'étanchéité des tubes et de la présence de jeux important entre le boulet et la paroi (vent du boulet). Les projectiles sont en fer, voire en pierre, pour les pierriers. De façon extrêmement rapide, les tubes ont tendance à éclater, se révélant ainsi très dangereux pour leurs servants. Les premiers canons construits en bronze par moulage commencent aussi à apparaître. Ils sont plus fiables, car moins soumis à l'éclatement, mais six à sept fois plus chers, du fait du coût du bronze, que leur équivalent en fer. Les barces, généralement en fonte, étaient autrefois très utilisés sur mer.

## L'époque des galions
Une innovation du brestois Descharge, vers 1500, va permettre une révolution dans le placement de l'artillerie. Le sabord, ce volet de bois qui peut obturer la position de la pièce en dehors du combat, va permettre de placer les canons sur les ponts inférieurs des navires car, jusque-là, le risque d'embarquer de l'eau par grosse mer était trop important.

L'artillerie, étant plus basse sur l'eau, gêne moins la stabilité du navire, ce qui permet d'embarquer des canons plus lourds. Le nombre de canons, qui avait grandement augmenté vers la fin du XVe siècle, va diminuer, mais leur calibre va croître. Le Sovereign anglais, par exemple, qui, à son lancement en 1488, embarquait 141 pièces, va être reconstruit en 1509, avec 69 canons. Mais les calibres et les longueurs de tube augmentent.
Parallèlement, les navires changent aussi, notamment avec l'apparition du galion qui, plus stable et plus manœuvrable, supplante la caraque pour la guerre. Leur artillerie se dispose en outre sur deux ponts, bien que celui inférieur ne soit armé que sur la moitié arrière, car la courbure de la coque le rapproche trop de l'eau vers la proue. Avec l'expérience, les ponts seront construits de façon plus rectiligne, ce qui permettra le placement de canons sur toute la longueur de ce pont. À la fin du XVIe siècle, on voit donc apparaître des navires de guerre avec deux ponts-batteries complets. Les nouvelles tactiques, inaugurées par les Anglais contre l'Invincible Armada, privilégient le tir à distance par des canons de travers. Le but de l'artillerie est moins de tuer l'équipage de l'ennemi, à courte portée, que de désemparer leur navire pour lui faire perdre toute valeur militaire. De nouveaux canons, aux tubes plus longs, chargés par la bouche, commencent à apparaître pour armer les flancs des navires. Le Repulse de 1596 illustre cette tendance ; il porte seulement vingt couleuvrines de 18 livres, vingt demi-couleuvrines de 9 livres et huit fauconneaux de 5 livres 1/4, tous disposés sur un pont de batterie et le pont principal. Ces galions, dérivés améliorés de ceux des Espagnols, donnent naissance aux premiers vaisseaux de ligne.

## L'époque des vaisseaux de ligne

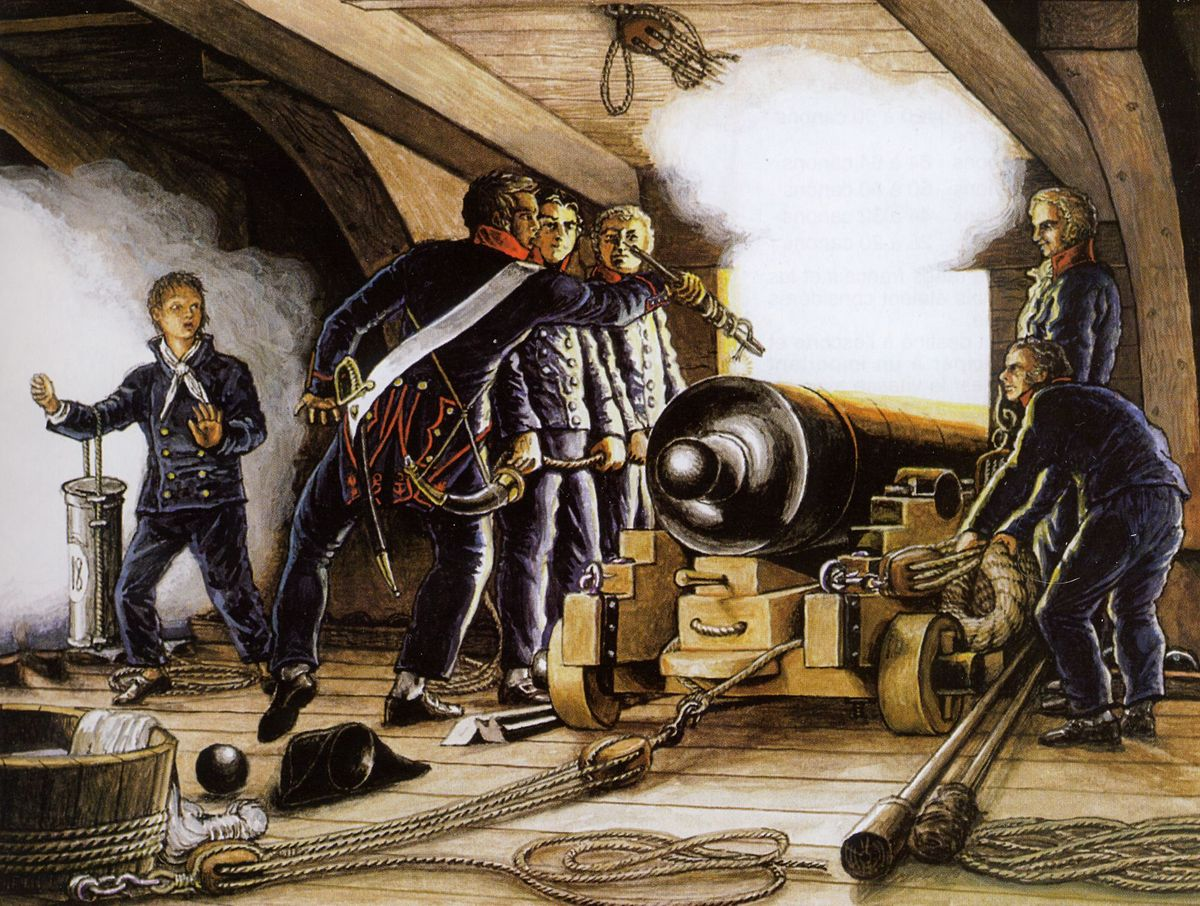
Tir avec un canon de 18 livres, par Louis-Philippe Crépin.

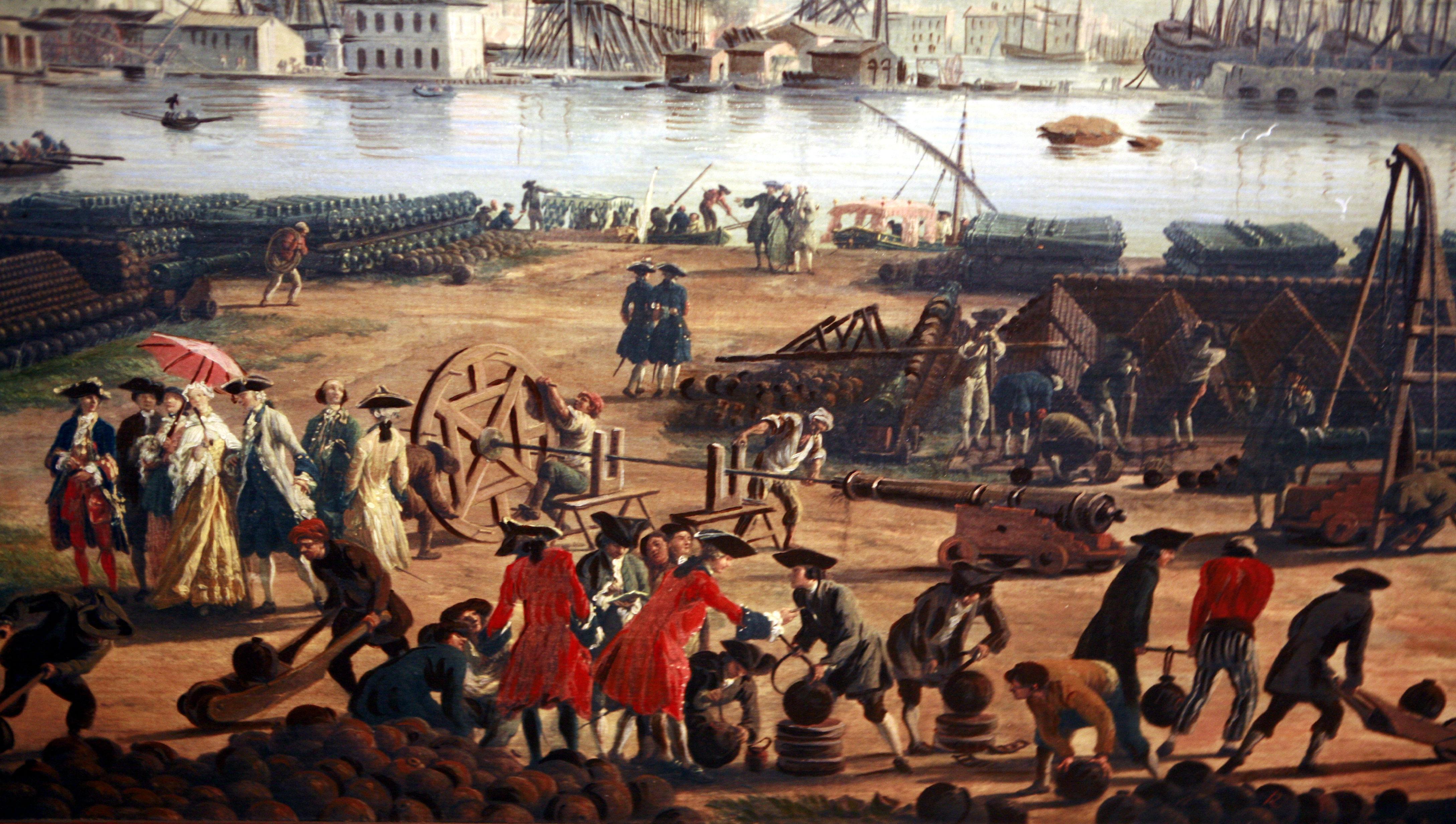
Parc d'artillerie navale à Toulon en 1755.

### XVIIesiècle
Comme pour l'artillerie terrestre, on va progressivement standardiser les types et les calibres des canons. Les Anglais, au milieu du siècle, n'ont plus que dix modèles de canons : 42, 32, 24, 18, 12, 9, 6, 4, 3 et 1/2 livres.
Les canons d'un même pont sont dotés d'un calibre unique, ce qui tend à simplifier l'approvisionnement des pièces. Les plus gros calibres, donc les plus lourds, sont placés sur le pont inférieur pour nuire le moins possible à la stabilité du navire, puis les ponts supérieurs embarquent des calibres de plus en plus petits. Les pièces disposées pour le tir en chasse et en retraite disparaissent, mais on conserve des sabords où une pièce peut être rapidement mise en batterie. Les navires français, en particulier, ayant à combattre des galères en Méditerranée, gardèrent longtemps cette caractéristique, leur permettant de se défendre, même si l'absence de vent empêchait de manœuvrer.
Le chargement par la culasse disparaît progressivement, malgré l'allongement des pièces. La méthode de construction par assemblage de pièces forgées aussi, les canons sont dorénavant - qu'ils soient en bronze ou en fer - coulés dans un moule, puis la chambre est forée (l'autre solution est de mettre un noyau dans le moule, mais cela fragilise le canon). Les affûts évoluent vers un modèle à quatre petites roues qui va devenir classique pendant plus de deux siècles, sur lequel le canon repose maintenant par l'intermédiaire de ses tourillons. Lors du tir, la pièce recule, ce qui permet de la recharger par la gueule facilement, puis les servants la replacent au sabord grâce à un système de palans pour procéder à un nouveau tir. Le recul est amorti par le poids de la pièce, par la pente transversale du pont et en ultime recours par un gros cordage, appelé « brague », relié de part et d'autre du canon à la muraille du navire.
En 1686, les Français, lors d'une expédition contre Alger, conçoivent un nouveau type de bateau spécifiquement destiné au bombardement des côtes et des fortifications, la galiote à bombe ou bombarde, armée d'un ou de plusieurs mortiers, installés sur une structure directement liée à la charpente de la coque, généralement en avant du grand mât. Ces navires, à l'ossature solidement construite pour supporter les chocs des tirs, sont gréés en ketch. La Royal Navy les imite très rapidement. Dès 1687, elle lance le HMS Salamander, copié sur le modèle français. Par la suite, elle fait évoluer le concept en montant les mortiers en ligne mais sur pivot, ce qui permet de les pointer en azimut et en gréant les navires en phares carrés. Les mortiers fixés en site à environ 45°, réglaient leur portée en dosant la masse de la charge propulsive. Les Britanniques employèrent trois calibres de mortiers 13, 10 et 6 pouces, les Français des 32, 27 et 15 cm. Un mortier de 13 pouces pouvait envoyer une bombe de 200 livres à une distance de 4 200 yards, le temps de vol était d'environ 30 secondes, la fusée préalablement coupée à la bonne longueur mettait le feu à une charge de plus de six livres de poudre, contenue dans le projectile.

### XVIIIesiècle
L'armement des navires se standardise. Côté britannique autour des canons de 32, 24, 18, 12, 9 et 4 livres ; côté français les canons de 36, 24, 18, 12, 8, 6 et 4 livres.
Les innovations notables du XVIIIe siècle sont :
- l'installation de platines à silex pour la mise à feu des canons, en remplacement du boutefeu trop imprécis (expérimentées par les Britanniques dès 1745, généralisées dans la Royal Navy à la fin du XVIIIe siècle, peu utilisées par les Français jusqu'à la fin de l'Empire) ;
- l'invention de la caronade, une pièce d'artillerie plus courte et légère qu'un canon, se chargeant trois fois plus rapidement et de gros calibre (68, 42, 32, 24, 18 et 12 livres) mais tirant qu'à faible portée (expérimentée par les Britanniques en 1777, généralisée sur les gaillards à partir de 1779 ; la réponse française a été l'obusier de vaisseau, en bronze, encore plus court, tirant des obus explosifs de 36 livres (adopté en 1787, il sera remplacé par des caronades en fer sous l'Empire à partir de 1806).

#### Artillerie d'un vaisseau de ligne

Canons du système anglais. Le calibre 42, essayé sur les plus puissantes unités du XVIIe siècle, est abandonné en usage naval et utilisé pour la défense des côtes, le 32 devenant le plus gros calibre, employé sur les batteries basses des vaisseaux de 1er, 2e et 3e rangs. Le canon de 9 livres sert de pièce de chasse. En France, les batteries basses des grands vaisseaux sont armées de pièces de 36 livres, et les calibres 8 et 12 servent pour les pièces de chasse.

Avec le nombre de pièces en augmentation, un navire de guerre représente désormais un lourd investissement pour les États voulant s'équiper de navires puissants.
Voici l'exemple du HMS Victory, le navire amiral de Nelson durant la bataille de Trafalgar (en 1805), qui fut armé en 1778. C'est un vaisseau de ligne qui transporte 104 canons sur trois ponts. Les canons les plus lourds sont placés plus bas pour stabiliser davantage le navire.
Son artillerie navale est composée pour la première batterie de 30 canons de 32 livres. Chacune de ces pièces pèse 3,5 tonnes (2,75 pour le canon lui-même et 0,75 pour son affût en bois). Ils tirent des boulets de 32 livres soit 14,5 kilogrammes. Propulsés par 5 kilogrammes de poudre, ils sortent du canon deux mètres au-dessus de l'eau à une vitesse de 487 mètres par seconde pour atteindre une distance de 1 600 mètres et pénétrer le chêne sur 60 centimètres à bout portant.
Deux canons à l'arrière sont prévus pour tirer sur les navires « qui ont pris chasse » c'est-à-dire poursuivant le navire (on les appelle aussi « pièces de retraite » dans ce cas ; les canons tirant sur l'avant étant appelés « pièces de chasse »).
La deuxième batterie est constituée de 30 canons de 24 livres.
La troisième batterie, sur le pont principal, comporte 22 canons longs de 12 livres et 8 canons courts de 12 livres. Devant la dunette, sur le pont des gaillards, une batterie plus légère est formée par 12 canons courts de 12 livres et 2 caronades de 68 livres situé sur le pont supérieur à bâbord et à tribord tirant des boulets de 31 kilogrammes.

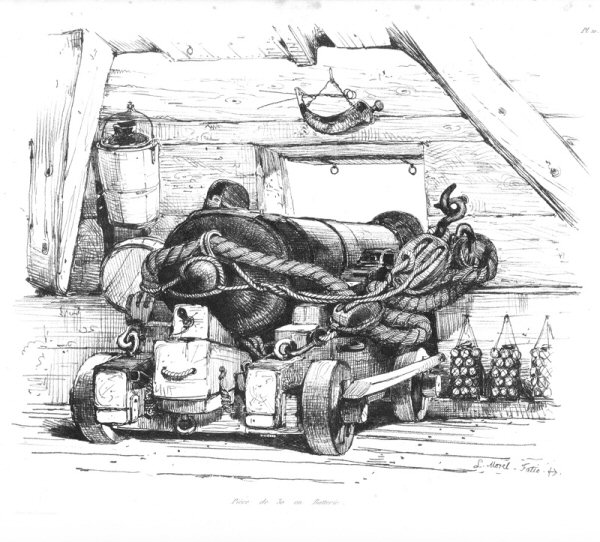
Canon de 36 livres en batterie.

Canon français de 30 livres long, non gréé.

Pour les navires français, les calibres étaient à la fin du XVIIIe siècle :
- pour un vaisseau de 118 canons (trois-ponts) du 36 livres en première batterie, du 24 en deuxième, du 12 en troisième (remplacé par du 18 livres à partir de l'Impérial), du 8 et des caronades de 36 sur les gaillards ;
- pour un vaisseau de 80 canons (deux-ponts) du 36 livres en première batterie, du 24 en seconde, du 12 et des caronades de 36 sur les gaillards ;
- pour un vaisseau de 74 canons (deux-ponts) du 36 livres en première batterie, du 18 en seconde (deux unités, le Cassard et le Vétéran, sont armées avec du 24), du 8 et des caronades de 36 sur les gaillards ;
- pour un vaisseau de 64 canons (deux-ponts) du 24 livres en première batterie, du 12 en seconde et du 6 sur les gaillards ;
- pour une frégate de 24 du 24 livres dans la batterie et du 8 ou du 12 sur les gaillards ;
- pour une frégate de 18 du 18 livres dans la batterie et du 8 sur les gaillards ;
- pour une frégate de 12 du 12 livres dans la batterie et du 6 sur les gaillards.

En France, en 1838, on uniformisa tous les calibres en un calibre unique : 30 livres avec des canons longs et courts et des caronades. Le canon de 30 long mesure 2,706 m de long pour un poids de 3 100 kg. Le canon de 30 court mesure 2,525 m de long pour un poids de 2 540 kg.
L'armement d'un vaisseau de 120 canons devint alors le suivant :
- 1re batterie : 30 canons de 30 longs ;
- 2e batterie : 30 canons de 30 courts + 4 canons-obusier de 80 (au centre de la batterie) ;
- 3e batterie : 30 canons-obusier de 30 ;
- gaillards : 16 caronades de 30 + 4 canons-obusiers de 30.

#### Le tir à boulets rouges
Ce système particulier consiste à chauffer dans un four (appelé four à boulets) des boulets en fonte de fer pour les porter au rouge. Le but recherché étant d'incendier le navire frappé par de tels boulets (les navires en question étaient construits en bois). Pour ce faire, le résultat recherché est l'encastrement dans la coque du navire adversaire du dit boulet afin que ce dernier propage efficacement un incendie. Le boulet est d'un calibre spécial, plus petit que le boulet normal pour tenir compte de la dilatation que le chauffage lui apportera.
Le plus grand inconvénient du tir à boulet rouge n'était pas le danger de l'incendie pour le vaisseau même qui usait de ce moyen de destruction : c'était surtout la perte d'un temps précieux, l'intervalle qui séparait deux coups de canon étant généralement avec ce nouveau projectile de six ou huit minutes. On en peut juger par le tableau récapitulatif ci-dessous, extrait d'un mémoire de l'ingénieur Forfait, qui dirigea toutes ces expériences.
| Calibres   | Intervalle entre deux coups de canon | Temps nécessaire pour faire rougir les boulets |
| ---------- | ------------------------------------ | ---------------------------------------------- |
| pour du 8  | 4 minutes                            | 20 minutes                                     |
| pour du 12 | 4 1/2                                | 24                                             |
| pour du 18 | 5                                    | 30                                             |
| pour du 24 | 6                                    | 46                                             |
| pour du 30 | 8                                    | 50                                             |

Si ce système de tir est concevable pour des canons installés sur les côtes, il est beaucoup plus risqué de l'utiliser sur un navire. Il faut déjà disposer d'un four et pouvoir l'alimenter en combustible. Il faut aussi le temps de porter le four à une température suffisante pour chauffer les boulets. Le feu est tellement redouté sur les navires de l'époque que l'extinction des feux de la cuisine fait partie de la procédure normale de branle-bas de combat. Ensuite, le transport du boulet chauffé vers le canon, avec un bateau que la mer ou les évolutions font bouger augmente le risque d'un accident malheureux. Pour ces raisons, rares sont les exemples de navires tirant à boulets rouges.

## XIXesiècle

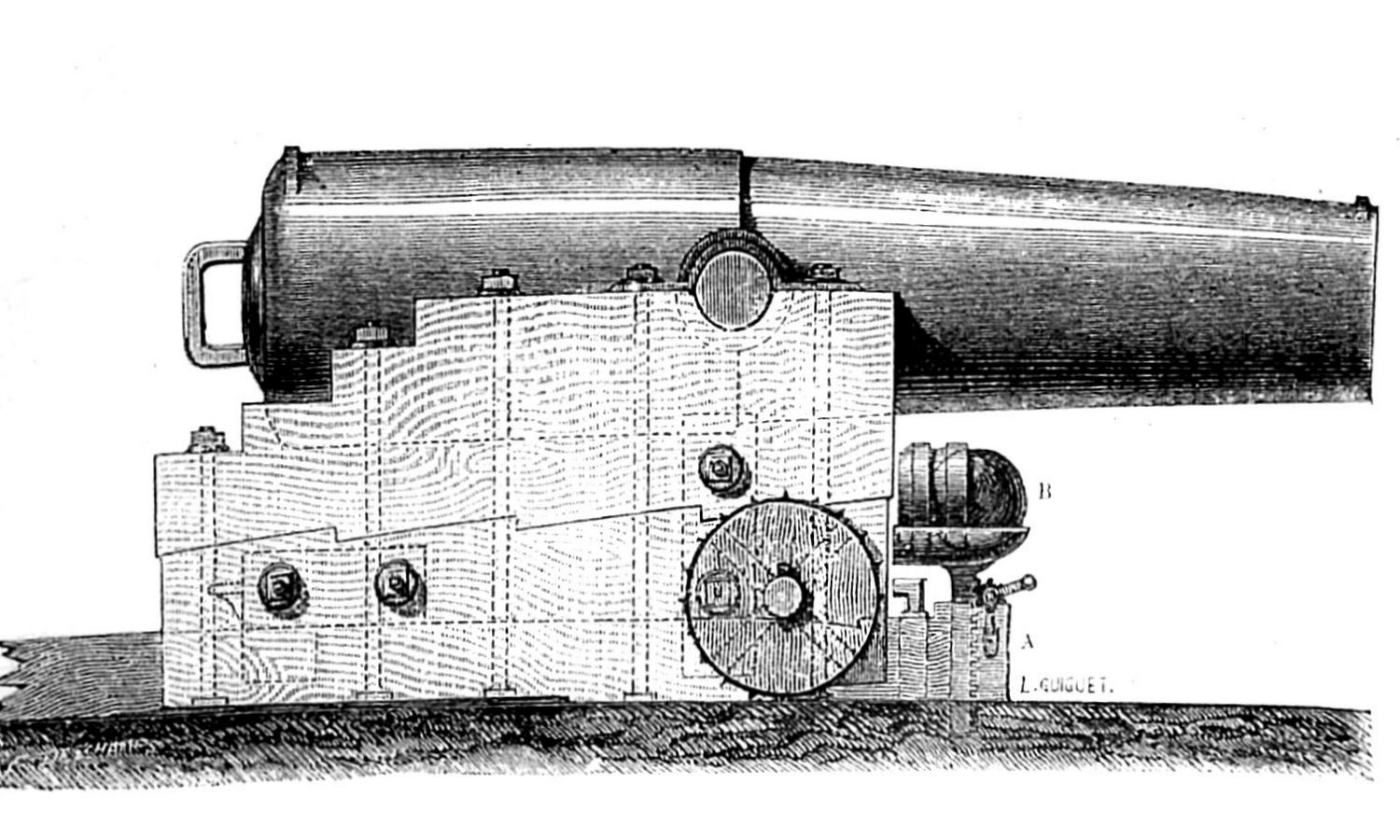
Le canon français « à la Paixhans ». Il est utilisé pour la première fois en 1838 à San Juan de Ulúa.

La première innovation du XIXe siècle dans le domaine de l'armement naval est l'installation de fusées à la Congreve à bord de bricks et de cotres de la Royal Navy. Pendant la nuit du 8 au 9 octobre 1806, une flottille commandée par le commodore Edward Owen lance plusieurs centaines de fusées de 32 livres contre le port de Boulogne, qui, bien qu'imprécises, déclenchent nombre d'incendies. L'opération est renouvelée contre Copenhague en 1807 (la ville est incendiée), contre la flotte française lors de la bataille de l'île d'Aix en 1809 et contre Danzig en 1813.
L'artillerie navale va profondément évoluer à compter de 1823. À cette époque, un Français, Henri-Joseph Paixhans invente le concept des « canons-obusiers ». Il s'agit de canons, destinés à remplacer les carronades, tirant des obus explosifs. Jusqu'alors, les seuls projectiles explosifs sont tirés par des mortiers, en tirs courbes. Les canons, à trajectoire tendue, tirent des projectiles pleins. L'idée de Paixhans est de faire tirer des projectiles explosifs en trajectoire tendue.
Son projet est présenté au ministre de la Marine et deux prototypes sont aussitôt commandés aux fonderies d'Indret. Deux séries d'essais ont lieu en janvier et septembre-octobre 1824, en utilisant comme cible le vieux vaisseau le Pacificateur. Ces essais montrent les effets dévastateurs des projectiles explosifs contre les navires à coque en bois.
À partir de 1827, on commence à commander des canons « à la Paixhans » et, à compter de 1835, ces canons sont embarqués à raison de quatre pour les vaisseaux et deux pour les frégates. Toutes les marines vont rapidement adopter ce type de canon qui vont avoir pour conséquence d'imposer la construction de navires cuirassés.
La première application au combat de cette nouvelle artillerie sera le fait des Français lors de la bataille de San Juan de Ulúa en 1838, contre le fort qui défend l'entrée de Vera-Cruz, sur la côte mexicaine et qui devra se rendre. La première utilisation lors d'une bataille navale interviendra quelques années plus tard et sera le fait des Russes à la bataille de Sinope, en 1853 contre une flotte turque qui sera anéantie.
Pour percer ces cuirasses, il va falloir obtenir une puissance plus importante. Pour cela on peut en théorie agir soit sur la vitesse à la bouche du projectile, soit sur sa masse. La première solution n'est pas possible tant que la poudre noire utilisée n'a pas été remplacée par autre chose. On va donc assister à une course au calibre.

### La guerre de Sécession
À la veille de ce conflit, l'artillerie navale a encore évolué et atteint des calibres de plusieurs dizaines de livres. Les principales innovations sont dues à Dahlgren et à Robert Parker Parrott.

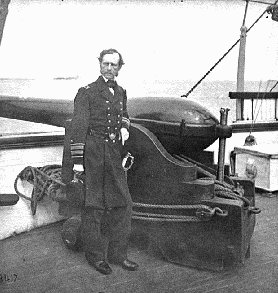
Dahlgren et un de ses canons

L'augmentation des calibres liées à l'augmentation des charges de poudre conduit à épaissir les tubes en leur donnant un aspect caractéristique de « bouteille de soda ». Une autre méthode prisée consiste à renforcer le tube avec des bandes en acier forgé.

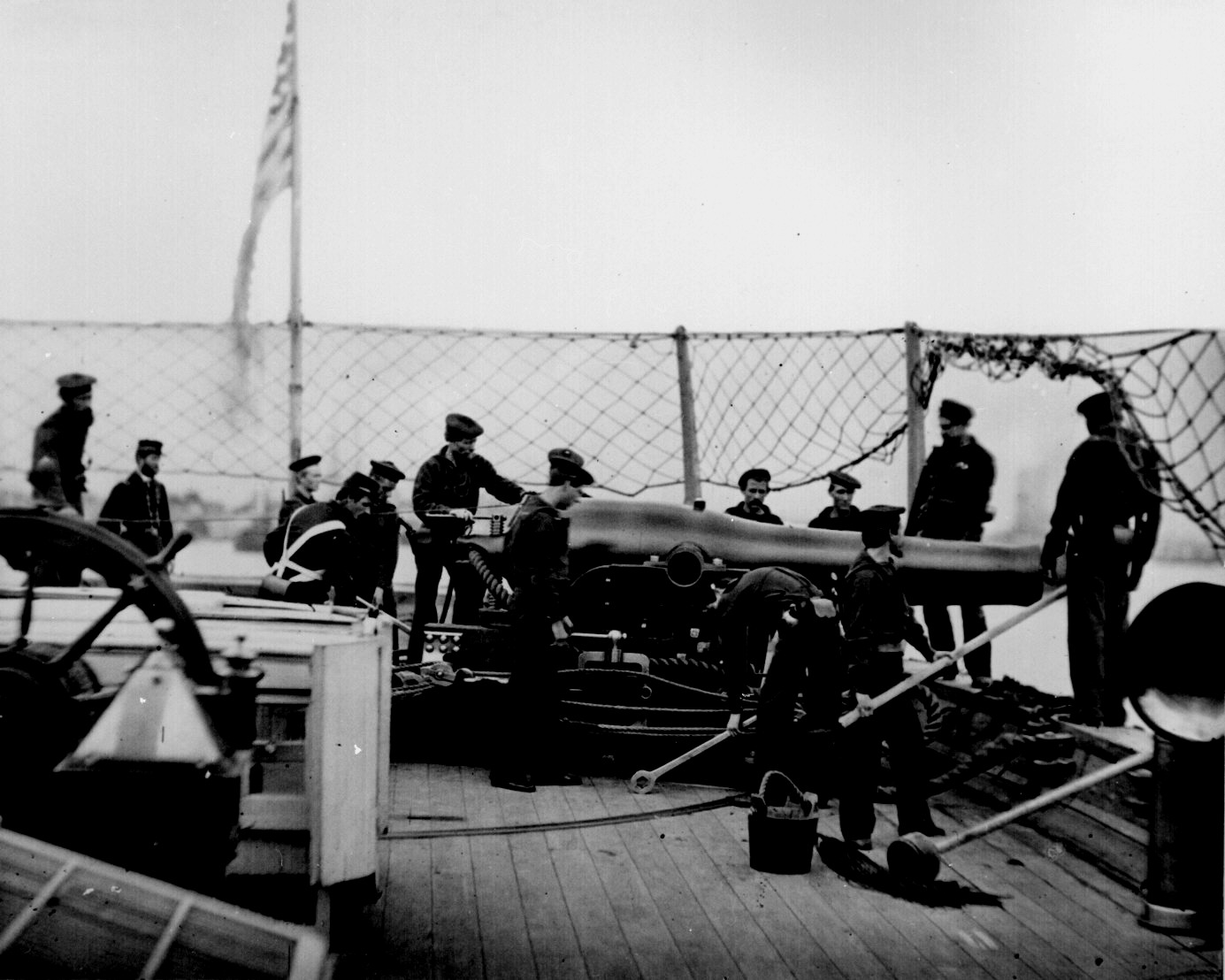
Canon type Dahlgren.

Le système de Parrott sera repris et adapté par les Sudistes (en particulier par John M. Brooke).
Il y a encore très peu de pièces se chargeant par la culasse, principalement pour des raisons de sécurité.

## XXesiècle

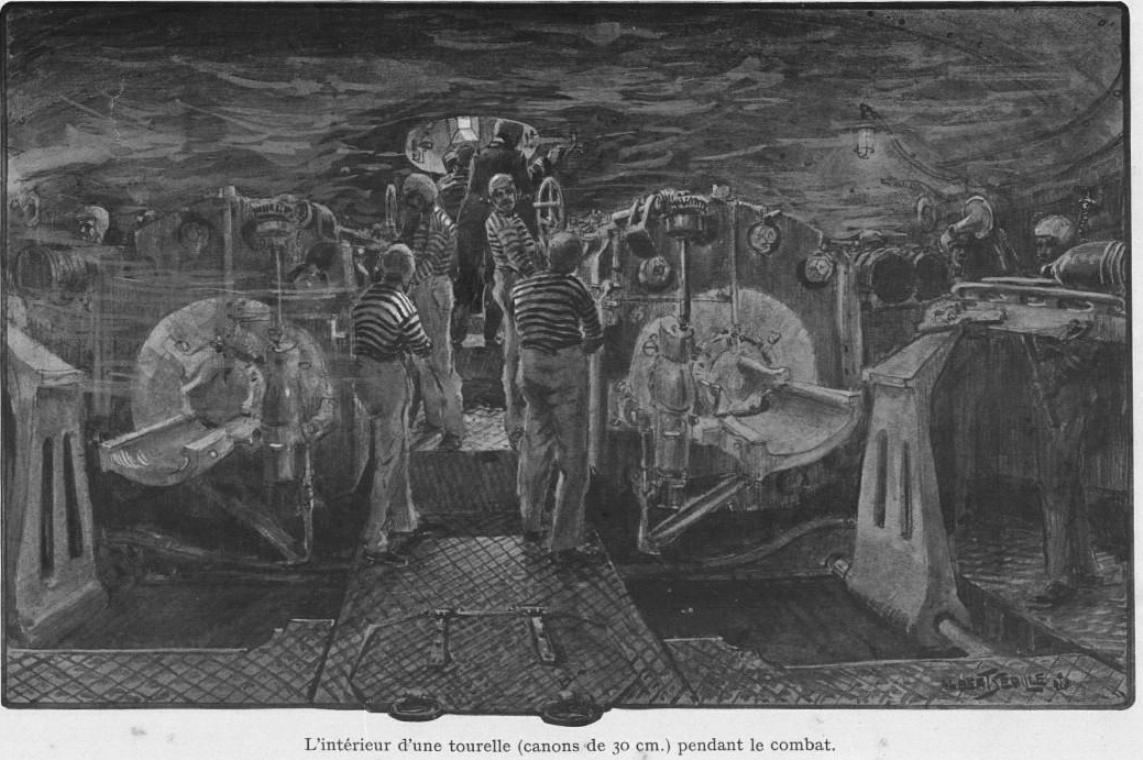
Intérieur d'une tourelle pendant une séquence de tir de pièces de 300 mm sur un cuirassé français en 1910.

Fonctionnement d'une tourelle d'artillerie britannique BL 15 inch Mark I d'un calibre de 381 mm sur un navire de ligne. Elle fut en service de 1913 à 1959.

La situation de l'artillerie navale à la veille de la guerre — le cuirassé, capital ship et le retour de la ligne — la révolution du dreadnought.

### La Première Guerre mondiale

#### La conduite de tir
L'efficacité de l'artillerie embarquée ne réside pas simplement dans la taille des canons. Il s'agit de viser vite et bien. Pour cela se développe la « conduite de tir », que d'aucuns iront jusqu'à présenter comme une science. (Les exemples seront pris dans la bataille du Jutland).
La conduite de tir est confiée à un officier. Pour lui assurer la meilleure visibilité, il sera installé en hauteur, parfois dans la mâture. Une hune blindée doit lui permettre d'observer, à plusieurs dizaines de kilomètres de distance, en dépit de la fumée des canons, des rideaux de fumée, des gerbes des tirs, des cibles se déplaçant à des vitesses de 40 à 50 km/h. Et ces cibles ne sont en général visibles que par leur propre mâture. Au niveau des tourelles, l'adversaire est alors totalement hors de vue.
L'officier de conduite de tir utilise un ou des télémètres pour déterminer les distances. Les Britanniques utilisent des télémètres à coïncidence, les Allemands des télémètres stéréoscopiques. Il semble que ces derniers aient été plus précis. En plus de l'officier, il y a dans la hune de tir plusieurs marins accomplissant chacun une tâche précise. Par exemple, régler continuellement un télémètre, ou recevoir les ordres du commandant.
L'officier de tir est obligé à une telle concentration qu'il ignore même ce qui se passe autour de lui. Ainsi, un Britannique mettra plusieurs heures à se rendre compte que deux des six navires de sa division ont coulé.
Les indications de l'officier de tir sont transmises au poste de calcul, local abrité au fond du navire. Là seront calculés les deux éléments indispensables aux tourelles, l'élévation (pointage en hauteur des canons) et le gisement (pointage en direction des canons). Pour déterminer ces paramètres, sont pris en compte la distance du but, sa route, sa vitesse relative, mais aussi le vent, l'hygrométrie, la durée du trajet des projectiles, la latitude (pour le calcul de la force de Coriolis), voire la qualité des poudres. Rappelons qu'il n'existe pas d'ordinateurs et les calculs sont faits à la main.
Le résultat des calculs est transmis aux tourelles et renvoyé à l'officier de tir pour observation des résultats. Il n'y a pas de télécommande. Dans les tourelles, l'élévation et le gisement calculés par le poste central de calcul sont affichés et leurs indications sont répétées par les marins en manœuvrant les volants de réglage. Rappelons que, dans leur tourelle fermée, les marins ne savent pas sur quoi ils tirent.
Les erreurs de transmission sont inévitables avec une telle procédure. L'officier de tir du Derfflinger racontera ainsi que ses corrections de tir transmises au poste de calcul semblaient sans effet. Il multiplia par deux les données transmises et eut alors la satisfaction de voir les gerbes encadrer son but.
Le tir est déclenché par l'officier de tir. Il est fréquent que les canons tirent successivement et non ensemble, d'une part pour ménager la structure du navire, d'autre part pour apprécier plus facilement le résultat du tir.
Il y a deux sortes de tir : le « tir de réglage » et le « tir d'efficacité ». Le premier permet de déterminer les bons paramètres de tir. Pour cela, l'officier de tir surveille l'arrivée des obus qu'il vient de lancer. Pour l'aider, des horloges sont réglées sur le temps de vol prévu. Elles sonnent alors, autant pour réveiller l'attention des marins que pour permettre de faire la distinction avec les gerbes des tirs des autres navires.
En fonction des résultats observés, l'officier de tir va effectuer des « bonds » en gisement et en distance. Quand les gerbes encadreront la cible, il déclenchera le « tir d'efficacité », où tous les canons tireront le plus rapidement possible. Il peut aussi choisir le type d'obus. Les navires de ligne de l'époque emportent des « obus explosifs », qui éclatent au contact, et des « obus de rupture » qui doivent pénétrer le blindage avant d'exploser. L'efficacité de ces derniers décroît avec la portée. Ce sont trois obus de ce type, envoyés par SMS Von der Tann, qui couleront le HMS Indefatigable.
Le nombre de coups au but est faible : 3 %.

### La Seconde Guerre mondiale

Schéma d'une tourelle tritube de 16 pouces (406 mm), l'armement principal de la classe Iowa.

#### Les armes
- anti navires (le 280 mm, le 305 mm, le 330 mm, le 340 mm, le 356 mm, le 380 mm, le 406 mm, le 456 mm et le 460 mm),
- contre avions (le 127 mm, le 100 mm, le 90 mm, le 75 mm, le 57 mm, le 40 mm Bofors, le 20 mm Oerlikon).

#### La conduite de tir
- Le radar,
- La direction de tir (contre navire, contre avion),
- Quelques exemples (Matapan, Savo).

## La situation auXXIesiècle
- Les armes.

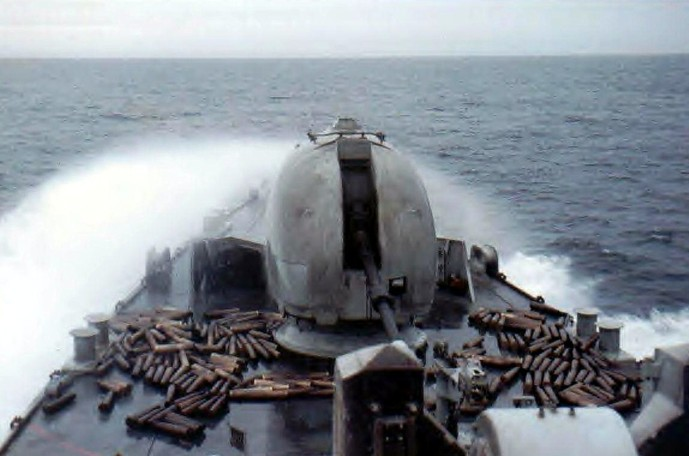
Canon de 113 mm du après un appui-feu durant la guerre des Malouines avec, sur le pont, les douilles des obus tirés.

Exemples : France, États-Unis, Russie, Italie.
L'une des pièces d'artillerie navale parmi les plus répandues depuis les années 1970 est l'Otobreda 76 mm.
- Les missions actuellement dévolues à l'artillerie navale :
  - Appui-feu des troupes débarquées (conséquences sur les types de canons nécessaires).
  - Défense rapprochée (anti-aérien, mer/mer, mer/terre).

Lors de l'opération Harmattan en 2011, la Marine nationale française a eu recours au « tir contre terre » (appui-feu naval) pour la première fois depuis la crise de Suez en 1956. Sur l'ensemble de l'opération, environ 3 300 obus ont été tirés par les frégates françaises à partir de canons de 76 et 100 mm.

## Le futur

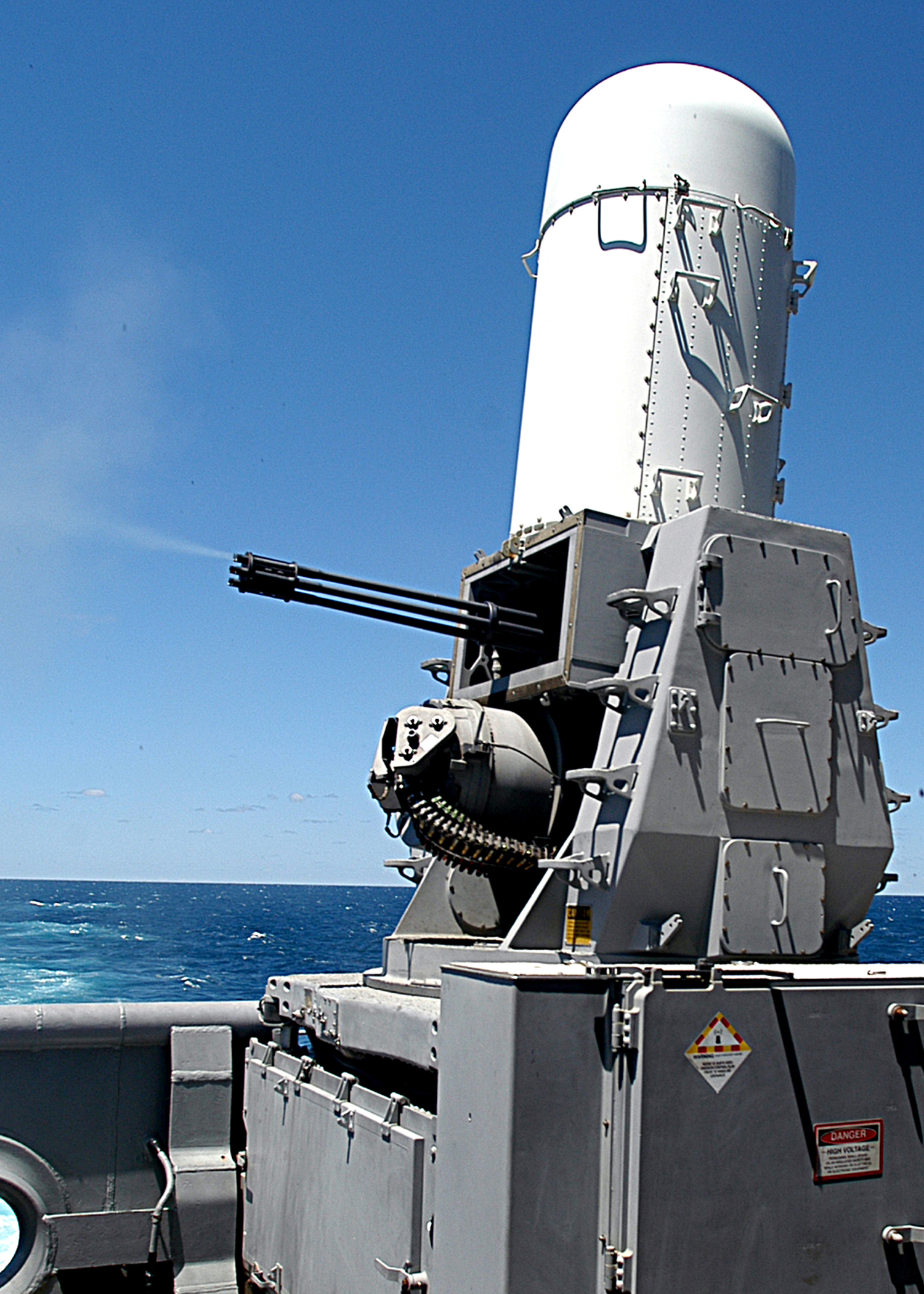
Le système d'arme AA Phalanx de 20 mm

L'artillerie navale devrait toujours disposer d'une place dans l'armement des futurs navires de combat. En premier lieu, certaines missions, comme l'autodéfense à très courte portée ou le traitement de petites cibles, seront toujours remplies de manière plus efficace par le canon. Le prix d'un missile, associé à la quantité transportée, rend aussi attractif le projectile d'artillerie.
Cependant, d'autres missions pourraient requérir une artillerie différente des canons actuels de moyen calibre. C'est le cas de l'appui-feu de troupes débarquées. Cet appui, pour être efficace, suppose une capacité de destruction importante. Il convient aussi d'assurer la protection des navires d'appui contre le feu adverse ; par exemple, en effectuant des tirs hors de portée des armes de l'ennemi.
Ceci ouvre plusieurs voies à la recherche. On donnera deux exemples.

### Les canons sans poudre et à projectiles auto-propulsés
Les projectiles auto-guidés, comme le ERGM (Extended Range Guided Munition) existent déjà, comme pour les destroyers de classe Arleigh Burke. Équipés de GPS et d'une centrale inertielle, ces obus ont une précision de 10-20 mètres. Le calibre est du 127 mm.
L'étape suivante consiste à allonger la distance de tir, en passant à un calibre de 155 mm (au lieu du 127 mm) et une vitesse initiale de 4 000 m/s (au lieu de 900 m/s actuelle). Ces nouveaux canons, entièrement automatiques, avec un tube de 14 calibres (9,6 mètres), auraient une cadence de tir de 12 coups par minute et seraient refroidis par eau. C'est le type de canons qui serait prévu pour équiper les destroyers US de classe Zumwalt, dont l'entrée en service est prévue en 2016.
Ce type de canon comprend l'AGS (Advanced Gun System), développé pour l'US Navy et la Royal Navy. Il s'agit de tourelles automatiques monotube, d'un calibre de 155 mm, pouvant tirer des projectiles auto-propulsés comme le LRLAP (Long Range Land Attack Projectile). D'un poids de 102 kg, ces obus devraient atteindre une portée de 180 km, utilisant un système de correction de trajectoire (CCF, Course Correcting Fuses). Le début de la production industrielle des LRLAP est donné pour 2011.
Les munitions intelligentes coûtent environ dix fois plus cher qu'un obus classique (on annonce 50 000 $ pour un ERGM et 35 000 $ pour un LRLAP). Mais leur prix reste bien en deçà de celui d'un missile.
Le programme ERGM a été abandonné par l'US Navy en 2008, le prix unitaire d'un obus ERGM étant passé de 45 000 à 191 000 dollars entre 1997 et 2006 d'une part et l'ERGM étant moins fiable et plus coûteux que le copperhead d'autre part.
Il existe un programme en cours de développement par L'US Navy avec Alliant Techsystems, le BTERM : Ballistic Trajectory Extended Range Munition.

### Les canons électriques et électro-magnétiques

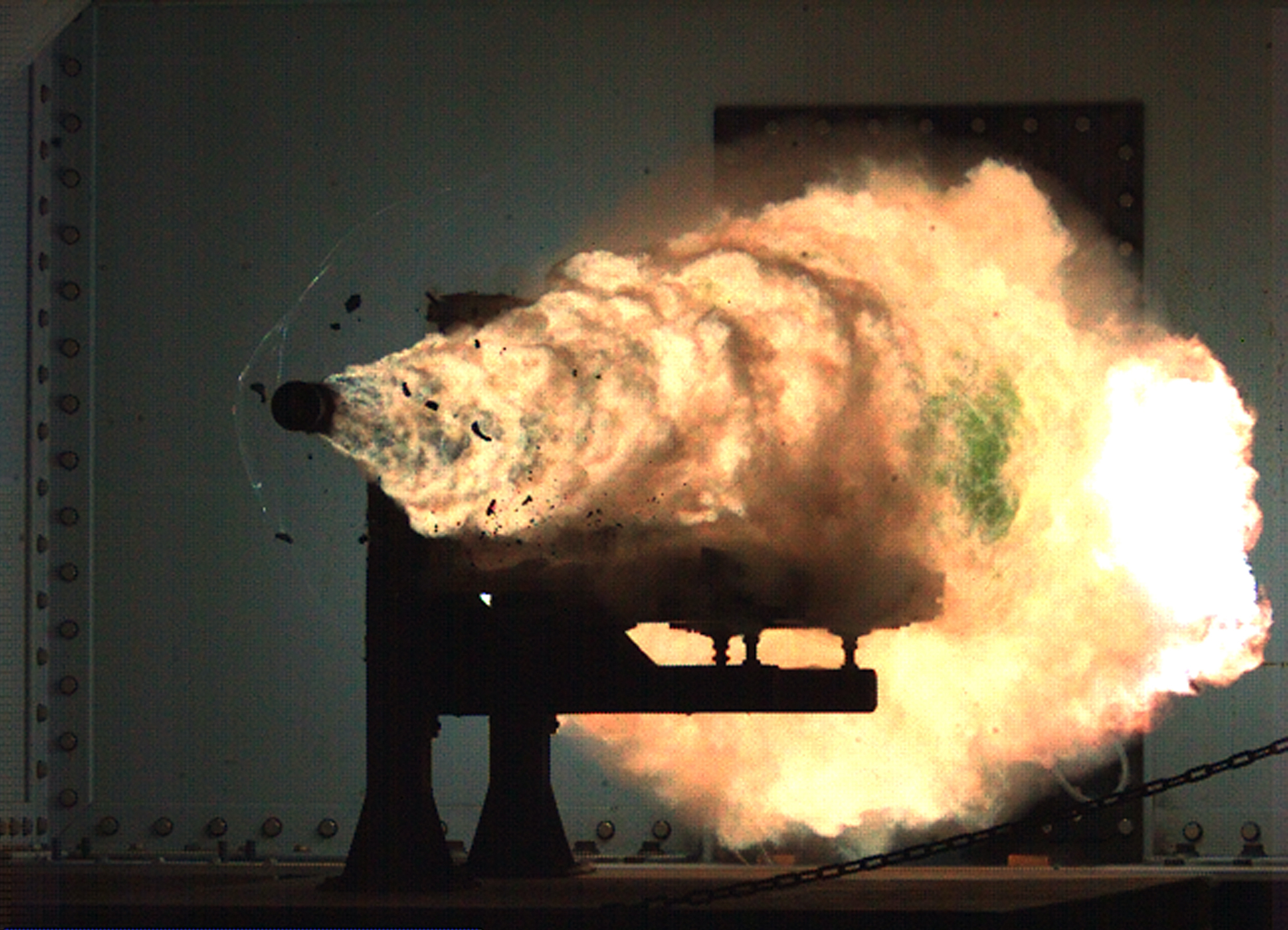
Test d'un canon électrique de l'US Navy en janvier 2008. la vitesse à la sortie de canon de ce projectile de 3.5 kg a atteint 2520 mètres par seconde soit quasiment Mach 7.

Ces armes n'ont plus grand-chose à voir avec les canons classiques. Leur concept vient des recherches pour l'Initiative de défense stratégique lancé par le président des États-Unis Ronald Reagan dans les années 1980.
Une telle arme offre moyen d'obtenir une vitesse à la bouche supérieure à celle qu'atteint tout obus tiré par une pièce à charge propulsive classique, ce qui augmente l'énergie cinétique du projectile donc sa portée et son pouvoir de pénétration. De surcroît elle rend inutile de transporter des charges propulsives.
Le principe est simple : un courant électrique de très forte intensité passe le long de deux rails parallèles entre lesquels est placé le projectile. Le courant génère un puissant champ magnétique qui propulse le projectile.
Si le principe est simple, la réalisation est compliquée. Il faut d'abord être capable de fournir une intensité de l'ordre du million d'ampères. Les navires actuels sont bien entendu incapables de générer de tels courants. Il faut ensuite être en mesure de dissiper la chaleur produite sous peine d'endommager les rails et le tube. Ceux-ci étant de plus soumis à des forces énormes qui chercheront à les écarter.
Le projectile, d'une vingtaine de kilogrammes, aura, selon les attentes du programme de recherches de l'US Navy, une portée attendue de 320 à 400 km qu'il franchira en moins de 6 minutes avec une précision terminale de 5 mètres. La parabole qu'il décrit le fait monter à une altitude de l'ordre de 150 km, c'est-à-dire qu'il sort de l'atmosphère terrestre. Dans sa descente, il pourra corriger sa trajectoire pour percuter sa cible et la détruire par sa seule énergie cinétique, sans recours à une charge explosive.